# Pollenia paragrunini
Pollenia paragrunini este o specie de muște din genul Pollenia, familia Calliphoridae, descrisă de Knut Rognes în anul 1988.
Este endemică în Armenia. Conform Catalogue of Life specia Pollenia paragrunini nu are subspecii cunoscute.